# Cinéma du palais de l'Élysée
Le cinéma du palais de l’Élysée est une salle de cinéma située dans les sous-sols du palais de l'Élysée.

## Description
Le palais de l'Élysée compte une salle de cinéma au sous-sol du jardin d'hiver. Elle dispose de vingt-et-un fauteuils à coque blanche dessinés par Philippe Starck. Elle dispose de sa moquette d'origine, couleur moutarde. Réaménagée sous la présidence de Nicolas Sarkozy, elle peut désormais accueillir une quarantaine de spectateurs.

## Histoire

### Avant la présidence de Georges Pompidou
Gaston Doumergue fait diffuser au palais Le Collier de la reine.
Charles de Gaulle, n'appréciant guère l'attention qu'il attirait lorsqu'il se rendait au théâtre ou au cinéma, fait aménager la salle des fêtes certains dimanches après-midi dès 1959, pour y faire projeter des films, telle que La Grande Vadrouille en la présence de Louis de Funès. La diffusion est assurée par l'Établissement de communication et de production audiovisuelle de la Défense. Les petits-enfants du président viennent régulièrement. Les pellicules des films sont souvent prêtées par le cinéma Gaumont Champs-Élysées. Un des premiers films projetées est Babette s'en va-t-en guerre. Il y visionne les films de la série James Bond. De Gaulle utilise également le cinéma comme instrument diplomatique, faisant projeter à Harold Macmillan Le Ballon rouge.

### Sous la présidence de Georges Pompidou
Le président Georges Pompidou considère que le palais doit disposer d'une salle de cinéma, et fait créer le cinéma du palais en 1971, sous l'emplacement du jardin d'hiver. Pompidou utilise la nouvelle salle de cinéma pour visionner, notamment, des films d'auteur. Jacques Chirac et Bernadette Chirac sont souvent invités. Le Parrain, La Nuit américaine et César et Rosalie sont notamment diffusés.

### Sous la présidence de Valéry Giscard d'Estaing
Sous la présidence de Valéry Giscard d'Estaing, le président fait du cinéma du palais un lieu de visionnage en avant-premières. Alain Delon et Mireille Darc sont souvent invités.

### Sous la présidence de François Mitterrand
Au début de sa présidence, François Mitterrand invite ses proches à une séance mensuelle, et choisit lui-même le film projeté, souvent sur conseil de Christine Gouze-Rénal. Le Coup de sirocco est projeté, en présence du mari de sa belle-sœur, Roger Hanin, et Dalida.

### Sous la présidence de Jacques Chirac
Jacques Chirac invite l'équipe de production du film Le Fabuleux Destin d'Amélie Poulain pour un visionnage au sein du cinéma du palais. Le président y visionne également Merci pour le chocolat.
Il fait installer l'affiche du film Le Président d'Henri Verneuil dans l'escalier permettant d'accéder à la salle.

### Sous la présidence de Nicolas Sarkozy
La présidence de Nicolas Sarkozy y organisait traditionnellement des projections privées de films à succès, parfois aussi en présence des acteurs et réalisateurs, notamment Home de Yann Arthus-Bertrand, ou encore Bienvenue chez les Ch'tis. Intouchables est projeté au cinéma du palais. Carla Bruni joue un rôle essentiel dans l'organisation des projections.

### Sous la présidence de François Hollande
Le cinéma continue d'être utilisé sous François Hollande. Le président multiplie les projections, la plupart du temps le dimanche soir, une fois par mois. Hippocrate, notamment, est projeté. Pierre Lescure, Fabrice Luchini et Vincent Lindon notamment sont invités. Selon Patrice Duhamel et Jacques Santamaria, « en 2013, elle a été équipée d'un rétroprojecteur avec lecteur Blu-Ray qui ne satisfait pas vraiment les spectateurs les plus exigeants. Image et son déçoivent la plupart du temps » ; « [l]'installation permettant de projeter les films en 35 mm a toutefois été conservée ».